# Список керівників держав 630 року
Список керівників держав 630 року — це перелік правителів країн світу 630 року.
Список керівників держав 629 року — 630 рік — Список керівників держав 631 року — Список керівників держав за роками

## Європа
- Аварський каганат — каган Кубрат (617–665), регент Органа (617–630)
- Арморика — король Саломон II (612–658)
- Баварія — герцог Гарібальд II (610—625/630), його змінив герцог Теодон I (630–680)
- Британські острови:
  - Англія — бретвальда Едвін Святий (616—633)
  - Бріхейніог — король Ріваллон ап Ідваллон (620—650)
  - Вессекс — король Кінегільс (611—643)
  - Гвінед — король Кадваллон ап Кадван (625—634)
  - Дал Ріада — король Домналл мак Ехдах (629—642)
  - Дівед — король Ноуі Старий (615—650)
  - Думнонія — Клемен ап Бледрик (613-633)
  - Ессекс — король Сігеберт I (623—653)
  - Каер Гвенддолеу — король Араун ап Кінварх (573 — бл. 630), цього року держава захоплена Стратклайдом
  - Кент — правили два брати король Едбальд (616—640) та король Етелуалд (616—630)
  - Мерсія — король Пенда (626—655)
  - Нортумбрія — король Едвін Святий (616—633)
  - Південний Регед — король Тегід ап Гвайд (613—654)
  - Північний Регед — король Ройд ап Рін (616—638)
  - Королівство піктів — король Кініох (620—631)
  - Королівство Повіс — король Ейлудд ап Кінан (613—642)
  - Стратклайд(Альт Клуіт) — король Белі ап Нехтон (621—640)
  - Східна Англія — король Сігеберт (629—634)
- Бро Варох — король Канао II (594—635)
- Вестготське королівство — король Свінтіла (621—631)
- Візантійська імперія — імператор Іраклій (610—641)
  - Африканський екзархат — екзарх Григорій (610—647)
  - Равеннський екзархат — екзарх Ісаак (625—643)
- Домнонія — король Юдікаель Святий (610—640)
- Ірландія — верховний король Домналл мак Аед (628—642)
  - Айлех — король Маел Фітріх мак Аед (628—630), його змінив король Ернан мак Ф'яхнаі (630—636)
  - Коннахт — король Рагаллах (622—649)
  - Ленстер — король Крімтанн мак Аедо (624—633)
  - Манстер — король Файльбе Фланн (628—637)
  - Улад — король Конгал Каех (627—637)
- Королівство лангобардів — король Аріоальд (626—636)
  - Герцогство Беневентське — герцог Арехіз I (591—641)
  - Герцогство Сполетське — герцог Теоделап (602—650/653)
  - Герцогство Фріульське — герцог Гразульф (617—651)
- Само — князь Само (623—658)
- Святий Престол — папа римський Гонорій I (625—638)
- Франкське королівство — король Дагоберт I (629—639)
  - Австразія — мажордом Піпін Ланденський (623—629), (639—640)
  - Аквітанія — король Харіберт II (629—632)
  - Герцогство Васконія — герцог Егінан (626—638)
  - Нейстрія — мажордом Гундоланд (612—639)
- Фризьке королівство — Альдгісл (623—680)
- Швеція — Анунд I Першопоселенець (620—640)

## Азія
- Абазгія — князь Барук (бл. 610 — бл. 640)
- Диньяваді (династія Сур'я) — раджа Сур'я Тхета (618—640)
- Джабія (династія Гассанідів) — цар Аль-Мундір V ібн Джабала (628—632)
- Західно-тюркський каганат — каган Тун-Джабгу хан (618—630), його убив та почав правити каган Кюлюг-Сібір хан (630—631)
- Індія:
  - Бадамі— Західні Чалук'я — махараджахіраджа Пулакешин II (609—642)
  - Венгі— Східні Чалук'я — раджа Кубджа Вішнувардхана I Чалук'я (624—641)
  - Західні Ганги — магараджа Шрівікрама (629—654)
  - Камарупа — цар Бхаскарварман (600—650)
  - Кашмір — махараджа Дурлабхавардхана (бл. 625 — бл. 661)
  - Династія Майтрака — магараджа Дхарасена III (бл. 626 — бл. 640)
  - Династія Паллавів  — махараджа Махендраварман I (571—630), його змінив махараджахіраджа Нарасімха-варман I (630—668)
  - Держава Пандья — раджа Сезіян Сендан (620—640)
  - Раджарата — раджа Аггабодхі III (623, 624—640)
  - Хагда — раджа Хагдодіяма (626—640)
  - Імперія Харша — магараджа Харша (606—646)
- Ісламська держава — пророк Мухаммед (622—632)
- Картлі — ерісмтавар Адарнасе I (627—637)
- Кахетія — князь Адарнасе I (580—637)
- Китай:
  - Династія Тан — імператор Тайцзун (Лі Шімінь) (626—649)
  - Тогон — Муюн Фуюнь (597—635)
- Корея:
  - Когурьо — тхеван (король) Йонню (618—642)
  - Пекче — король Му (600—641)
  - Сілла — ван Чинпхьон (579—632)
- Паган — король Попа Сорахан (613—640)
- Персія:
  - Держава Сасанідів — цариця Борандохт (629—630), її змінила сестра цариця Азармедохт (630—631)
- Східно-тюркський каганат — каган Кат Іль-хан Багадур-шад (620—630), цього року державу захопив Китай
- Тарума (острів Ява) — цар Лінггаварман (628—650)
- Тао-Кларджеті — князь Гурам II (619—678)
- Тибет — цемпо Сронцангамбо (617—650)
- Чампа — князь Канхарпадхарма (629 — бл. 640)
- Ченла — раджа Ішанаварман I (610/616—635/637)
- Японія — імператор Дзьомей (629—641)

## Африка
- Аксумське царство — негус Армах (614-630/632)
- Африканський екзархат Візантійської імперії — Никита (619—629); Григорій (629/631—647)

## Північна Америка
- Цивілізація Майя:
  - Бонампак — божествений цар Ах-Ольналь (605—610, 611 — бл. 643)
  - Канульське царство — священний владика Тахоом Ук'аб К'а'к’ (622—630)
  - К'анту — цар К'ан II (618—658)
  - Копан — цар К'ак'-Уті-Віц'-К'авіль (628—695)
  - Паленке — цар К'ініч Ханааб Пакаль I (615—683)
  - Тоніна — цар К'ініч Гікс Хапат (595—665)